# Точна послідовність
Точна послідовність — поняття в математиці, зокрема в теорії груп, модулів та кілець, в гомологічній алгебрі, диференціальній геометрії.

## Визначення
Точна послідовність — послідовність об'єктів та морфізмів між ними
{\displaystyle G_{0}\;{\xrightarrow {f_{1}}}\;G_{1}\;{\xrightarrow {f_{2}}}\;G_{2}\;{\xrightarrow {f_{3}}}\;\cdots \;{\xrightarrow {f_{n}}}\;G_{n}}
така що, образ одного морфізму рівний ядру наступного:
{\displaystyle \mathrm {im} (f_{k})=\mathrm {ker} (f_{k+1})}

## Коротка точна послідовність
Найбільш поширеною є коротка точна послідовність
{\displaystyle A\;{\overset {f}{\hookrightarrow }}\;B\;{\overset {g}{\twoheadrightarrow }}\;C}
деƒ є мономорфізмом, а g є епіморфізмом.  В цьому випадку, A є підоб'єктом B, і відповідна частка ізоморфна до C:
{\displaystyle C\cong B/f(A)}
(де  f(A) = im(f)).
Коротка точна послідовність абелевої групи може бути запичана як:
{\displaystyle 0\;{\xrightarrow {}}\;A\;{\xrightarrow {f}}\;B\;{\xrightarrow {g}}\;C\;{\xrightarrow {}}\;0}
де 0 означає нульовий об'єкт, такий як тривіальна група. Присутність 0 вимагає від ƒ бути мономорфізмом, а від g бути ефіморфізмом.
Якщо невідомо чи об'єкти є абелевими, тоді застосовується мультиплікативна нотація і використовується "1" замість "0". В цьому випадку запис виглядатиме:
{\displaystyle 1\;{\xrightarrow {}}\;A\;{\xrightarrow {f}}\;B\;{\xrightarrow {g}}\;C\;{\xrightarrow {}}\;1}

## Приклади
Розглянемо послідовність абелевих груп:
{\displaystyle \mathbb {Z} \;{\overset {2\cdot }{\hookrightarrow }}\;\mathbb {Z} \twoheadrightarrow \mathbb {Z} /2\mathbb {Z} }
- Перша операція є множенням цілих чисел на 2. Стрілка {\displaystyle \hookrightarrow } позначає, що це є мономорфізм.
- Друга операція визначає факторгрупу по модулю 2. Стрілка {\displaystyle \twoheadrightarrow } позначає, що це є епіморфізм.

Це є точною послідовністю, бо образ 2Z мономорфізму є ядром епіморфізму. Також це може бути записано як:
{\displaystyle 2\mathbb {Z} \;{\hookrightarrow }\;\mathbb {Z} \twoheadrightarrow \mathbb {Z} /2\mathbb {Z} }
{\displaystyle 0\to \mathbb {Z} \;{\xrightarrow {2\cdot }}\;\mathbb {Z} \to \mathbb {Z} /2\mathbb {Z} \to 0}